# Andersonia coerulea
Andersonia coerulea är en ljungväxtart som beskrevs av Robert Brown. Andersonia coerulea ingår i släktet Andersonia och familjen ljungväxter. Inga underarter finns listade i Catalogue of Life.